# Арметовська сільська рада
Арме́товська сільська рада (рос. Арметовский сельский совет) — муніципальне утворення у складі Ішимбайського району Башкортостану, Росія. Адміністративний центр — село Нижньоарметово.

## Населення
Населення — 756 осіб (2019, 972 в 2010, 1288 в 2002).

## Склад
До складу поселення входять такі населені пункти:
| Населений пункт           | Населення, осіб (2002) | Населення, осіб (2010) |
| ------------------------- | ---------------------- | ---------------------- |
| Верхньоарметово, присілок | 534                    | 382                    |
| Нижньоарметово, село      | 754                    | 590                    |